# Грунов, Александр Маратович
Александр Маратович Грунов (бел. Аляксандр Маратавіч Груноў; 20 февраля 1988, Гомель, БССР, СССР — 22 октября 2014, Минск, Белоруссия) — белорусский преступник и убийца. В 2012 году в Гомеле убил с особой жестокостью знакомую девушку Наталью Емельяньчикову. Ранее, в 2005 году, был судим за убийство сожителя своей матери. В 2013 году дважды был приговорён к смертной казни, в 2014 году расстрелян.

## Биография
Александр Маратович Грунов родился 20 февраля 1988 года в Гомеле. На момент ареста проживал с матерью Ольгой Михайловной Груновой в квартире в микрорайоне Гомеля Волотове. Квартира досталась ей от мужа ветерана Великой Отечественной войны Марата Тарасовича Грунова (1923 г. р.). Его Ольга называет родным отцом Александра, он являлся её вторым мужем. В 1999 году Марата Грунова избили до смерти. По словам Ольги, на тот момент 10-летний Александр первый нашёл отца в полубессознательном состоянии, что возможно повлияло на его характер. Марат Грунов умер в больнице, преступника не нашли.
В 2005 году несовершеннолетний Грунов избил сожителя своей матери, от чего тот скончался в больнице. Преступник был приговорён к 8 годам лишения свободы. В 2011 году вышел на свободу досрочно. В феврале 2012 года Грунов жестоко избил подругу своей матери. Женщина обратилась в милицию, но Грунов пригрозил ей, и она забрала заявление.

### Убийство Натальи Емельянчиковой
Летом 2012 года Грунов и его гражданская жена Мария отдыхали в беседке в компании знакомых. Студентка ГГУ имени Ф. Скорины 22-летняя Наталья Емельяньчикова и её брат Виктор присоединились к компании. Молодые люди выпивали спиртное. Между Марией и Натальей произошла ссора из-за песни. Александр встал между девушками, защищал свою жену. В порыве ярости Наталья оскорбила его. Она не знала, что Александр ранее был судим. Брат Натальи Виктор, который аналогично Грунову ранее был судим, на суде рассказал, что на следующий день объяснил сестре, что это слово — самое последнее унижение для человека, который был в местах лишения свободы, попросил больше так не говорить и извиниться, но Наталья этого не сделала. Кстати, Грунов был знаком с Виктором Емельянчиковым и в разговорах с ним ни разу не говорил о своей обиде, хотя, как он сказал на суде, «злобу не затаил, но помнил».
Вечером 19 сентября 2012 года Грунов ехал в автобусе вместе с женой Марией и знакомым Георгием. Он увидел Емельянчикову, которая возвращалась домой вместе с подругой. Ничего не сказав жене и знакомому, вышел из автобуса раньше Натальи и побежал к её дому на улице Чечерской. Подходя к дому, Емельянчикова разговаривала по телефону. Грунов молча стал наносить девушке удары ножом, она успела только спросить, что ему надо. Убийца нанёс ей 102 ножевых ранения в лицо, шею и руки. Потерпевшая скончалась на месте. После убийства преступник прибежал домой, который находился недалеко от дома, где жила убитая девушка, постирал одежду, позвонил жене Марине и знакомому, во время ночной прогулки выбросил в озеро нож, которым убил студентку.
Жители ближайших домов слышали крики девушки и вызвали милицию. Емельянчикова была найдена возле подъезда своего дома мёртвой в ночь на 20 сентября примерно в 0:30. Прибывшие на место эксперты насчитали 102 ранения и констатировали смерть. Спустя 16 часов после убийства Грунов был задержан и доставлен в ОВД Центрального района Гомеля. Грунов сразу же написал явку с повинной и стал давать признательные показания. В день похорон Натальи убийцу привезли на следственный эксперимент. Опасаясь самосуда, на него надели каску и бронежилет.

### Суд
Судебный процесс начался 28 января 2013 года. Обвиняемый вёл себя равнодушно. Грунову было предъявлено обвинение по п. 6 ч. 2 ст. 139 УК РБ (убийство, совершённое с особой жестокостью). Отец убитой Емельянчиковой присутствовал лишь на первом заседании, в ходе которого не сдержался и стал выкрикивать угрозы в адрес подсудимого, в связи с чем был удалён из зала суда. Мать убитой Натальи Ирина Емельянчикова рассказала, что пока шли суды, она ни разу не увидела раскаяния у Грунова.
Во время следствия Грунов сначала выгораживал свою супругу Марию. Однако ближе к концу судебного разбирательства он попросил суд рассмотреть своё заявление, в котором обвинил Марию в пособничестве и подстрекательстве к убийству. По словам Александра, именно Мария говорила ему, что надо убить Наталью, стирала кровь убитой девушки с его одежды и выбросила нож в реку. Мария назвала эти показания ложью и пояснила, что на свидании 8 мая 2013 года она предложила Грунову расстаться. Он оговорил жену с целью отомстить. До задержания Александра Мария неоднократно жаловалась в милицию на избиения с его стороны.
29 мая судебный процесс возобновился после перерыва, объявленного в связи с проведением повторной психиатрической экспертизы. По её результатам Грунов был признан вменяемым, однако у него было диагностировано смешанное расстройство личности. 4 июня начались судебные прения. Грунов полностью признал свою вину. Государственное обвинение запросило смертную казнь для обвиняемого. В последнем слове он просил прощения у матери Емельянчиковой. 14 июня 2013 года Гомельский областной суд приговорил Александра Грунова к исключительной мере наказания — смертной казни через расстрел. Ранее, 12 июня, в Гродно к смертной казни был приговорён 23-летний Павел Селюн за двойное убийство жены и её знакомого из чувства ревности.
22 октября 2013 года Верховный суд Белоруссии отменил приговор и направил дело на дополнительное рассмотрение. Пересмотр дела начался 26 ноября. 24 декабря 2013 года Гомельский областной суд повторно приговорил Грунова к высшей мере наказания. 8 апреля 2014 года Верховный суд оставил приговор в силе. 9 апреля была зарегистрирована жалоба Грунова в Комитете по правам человека ООН. В связи с этим комитет призвал белорусские власти отложить расстрел Грунова, пока дело находилось на рассмотрении. Осуждённый попытался обжаловать приговор в надзорном порядке, его защитник направил жалобу председателю Верховного суда. В жалобе защитник Грунова отметил, что при вынесении смертного приговора Гомельский областной и Верховный суды не обратили внимание на следующие смягчающие обстоятельства: чистосердечное раскаяние, полное признание вины, явку с повинной, добровольное сотрудничество со следствием и противоправные действия со стороны погибшей Натальи Емельянчиковой. Также Грунов обратился в комиссию по вопросам помилования при президенте Республики Беларусь с просьбой заменить расстрел на пожизненное лишение свободы. Однако Александр Лукашенко при встрече с генеральным прокурором Александром Конюком заявил, что Грунов заслуживает только смертной казни. Грунов ожидал исполнения приговора в столичном СИЗО №1.
По словам Ирины Емельянчиковой, Ольга Грунова звонила ей через несколько месяцев после похорон Натальи ещё до судебных разбирательств. Когда прокурор стал требовать для Александра смертной казни, его мать в состоянии алкогольного опьянения стала звонить Ирине и угрожать. Она заявила на суде об этих оскорблениях и о том, что дважды по этому поводу вызывала милицию: первый раз, когда был вынесен смертный приговор, второй раз — когда Верховный суд отменил его.

### Исполнение приговора
3 ноября 2014 года стало известно, что Грунову отказано в помиловании. По информации представителей правозащитного центра «Весна», 13 октября дело Грунова поступило в Гомельский областной суд с пометкой, что осуждённому отказано в помиловании и все процессуальные действия по обжалованию смертного приговора использованы. 4 ноября матери Грунова сообщили о расстреле её сына. Ольга Грунова рассказала правозащитникам, что получила почтовое уведомление о посылке «до востребования». В этой посылке была тюремная роба с надписью ИМН (исключительная мера наказания), в которую Александр был одет, ожидая казни. 11 ноября Ольга получила официальное уведомление об исполнении приговора. В тот же день она получила свидетельство о смерти, в котором записано, что Грунов был расстрелян 22 октября. Это оказался третий смертный приговор, исполненный за 2014 год. Совет Европы выразил сожаления по поводу казни Грунова.
Ольга Грунова стала добиваться изменений в законодательстве, которые позволили бы выдавать родственникам тела расстрелянных. С помощью правозащитников Ольга Грунова направила 5 обращений к президенту, обеим палатам парламента, где подняла вопрос, что в отношении неё и её семьи применяется бесчеловечное обращение, так как ей не выдали тело сына и не показали место захоронения.
Грунов ожидал казни вместе с другим приговорённым к расстрелу серийным убийцей Эдуардом Лыковым. Именно после известия о казни Грунова были высказаны предположения, что Лыков также был расстрелян, и они были подтверждены.